# Zend Framework
A Zend Framework egy nyílt forrású, objektumorientált webes keretrendszer, PHP 5-ben megvalósítva, és a New BSD License alatt terjesztve. A Zend Framework – gyakran csak ZF – fejlesztésének célja a webfejlesztés megkönnyítése, és közben követendő gyakorlatok bevezetése a PHP közösség köreibe.
A ZF igény szerint használható felépítése lehetővé teszi a fejlesztők számára, hogy újrahasznosítsák az összetevőket amikor és ahol az alkalmazásukban értelme van, anélkül, hogy egyéb ZF összetevőket követelnének a legalapvetőbb függőségeken túl. Így aztán nincs olyan fejlesztési minta, amit a használóknak követniük kell, habár a ZF kínál összetevőket a Modell-Nézet-Vezérlő és a Tábla Átjáró programtervezési mintákhoz, melyeket a legtöbb ZF alkalmazás használ. A Zend Framework önálló összetevőt nyújt sok más, webalkalmazás fejlesztésekor gyakori követelményhez, beleértve az azonosítást és a jogosultságkezelést hozzáférésvezérlő listákon keresztül, alkalmazásbeállítást, adatok gyorsítótárazását, a felhasználók által küldött adatok szűrését/ellenőrzését a biztonság és az adatok sértetlensége érdekében, nemzetköziesítést, felületeket AJAX funkciókhoz, e-mailek összeállításához/küldéséhez, Lucene formátumú keresőjegyzékelést és -lekérdezést, illetve az összes Google Data API-t, sok más népszerű webszolgáltatás mellett. Laza kötődésű tervezésük folytán a ZF összetevőit gyakran használják más PHP-s webes keretrendszerek összetevői mellett.

## Történet és filozófia
A Zend Framework gondolata 2005 elején született meg, amikor sok új keretrendszer, mint például a Ruby on Rails és a Spring Framework népszerűvé váltak a webfejlesztői közösségben. A ZF-et először az első Zend Conference-en jelentették be.
Ez idő tájt nem volt széles körben elterjedt, a PHP közösség rendelkezésére álló keretrendszer, ami kielégítette volna a hasonló webfejlesztői igényeket. A Zend Framework tervezői megkísérelték egyesíteni ezen keretrendszerek könnyű használhatóságát és a gyors alkalmazásfejlesztési (rapid application development – RAD) képességeiket az egyszerűséggel, nyíltsággal és a való világbeli praktikummal, melyeket a PHP közösség nagyra értékel.
A specifikus fejlesztési feladatok megvalósítása jellemzően sokkal általánosabb szoftver összetevők felhasználásával, önműködő beállításokon és/vagy kód generáláson keresztül történik. Az eddigi kiadások során a Zend Framework közösség ezen felszín alatt meghúzódó összetevők fejlesztésének teljes elvégzését és tesztelését választotta, a fejlesztési feladatok megkönnyítésén – mint az adatbázis migrációk, állványzatok (scaffolding) generálása, projektek létrehozása és beállítása – való munka megkezdése előtt. Ez a gyakorlat kritikák tárgyát is képezte, mivel sokak által mai webes keretrendszerek megjelenéséhez elengedhetetlennek érzett funkciók a Zend Framework jövőbeli kiadásaira lettek ütemezve. Sok ZF felhasználó azonban sokkal jobban felhasználhatónak és kiterjeszthetőbbnek érezte ezeket az általános jellegű összetevőket alkalmazásaik megvalósításakor. Emellett a Zend Framework keresi a lehetőséget követendő webfejlesztési gyakorlatok a PHP közösségben való alkalmazásának elősegítésére; a ZF-ben közös megállapodások ritkábban használatosak, mint sok más keretrendszerben, ehelyett az ajánlottak észszerű alapbeállításokban jelentkeznek, melyek felülbírálhatók az egyes ZF alkalmazások követelményeinek megfelelően.

## Licencelés
A Zend Frameworkre az Open Source Initiative (OSI) által jóváhagyott New BSD License feltételei vonatkoznak, és minden közreműködőnek alá kell írnia egy az Apache Software Foundation CLA-ján alapuló Közreműködői Licenc Megállapodást (Contributor License Agreement). A licenc és közreműködés szabályai annak érdekében lettek megállapítva, hogy elkerüljék a ZF kereskedelmi felhasználóira irányuló intellektuális tulajdonnal kapcsolatos pereket.

## Támogatók és partnerek
A PHP mag közreműködői, Andi Gutmans és Zeev Suraski által közösen alapított Zend Technologies a Zend Framework vállalati támogatója. A technológiai partnerek közé tartozik az IBM, a Google, a Microsoft és a StrikeIron.

## Követelmények
A Zend Frameworknek PHP 5.1.4-re vagy ennél újabbra van szüksége, habár a ZF Programozók kézikönyve erősen ajánlja a PHP 5.2.3-at vagy későbbit az ezekben a PHP kiadásokban található biztonsági és teljesítmény javítások okán. PHPUnit 3.0 szükséges a Zend Frameworkkel érkező egységtesztek futtatásához. Sok összetevő PHP kiterjesztéseket is igényel; az összetevők felsorolása és függőségeik megtalálhatók a Programozók kézikönyvében.

## Kiadások
A Zend Framework kiadásai három számmal vannak ellátva x.y.z formában, ahol a változások az x-ben, y-ban vagy z-ben a nagy, kis és apró kiadásokat jelölik, ebben a sorrendben. A ZF első végleges kiadása 2007. június 30-án jelent meg, Zend Framework 1.0 néven. A legutóbbi kiadás az 1.11.2, amely 2010. december 30-án vált letölthetővé.

## Tulajdonságok
- Minden összetevő teljes mértékben objektumorientált PHP 5 és E_STRICT-nek megfelelő.
- Igény szerint használható felépítés lazán kapcsolódó összetevőkkel és a lehető legkevesebb belső függőséggel.
- Bővíthető MNV megvalósítás, elrendezések (layout) és PHP alapú sablonok támogatásával.
- Rugalmas Tábla Átjáró megvalósítás relációs adatbázisokban tárolt adatok objektumorientált környezetben való eléréséhez.
- Különböző adatbázisrendszerek és gyártók támogatása, beleértve a MySQL, Oracle, IBM DB2, Microsoft SQL Server, PostgreSQL, SQLite és Informix Dynamic Server adatbázisokat.
- Azonosítás és hozzáférésvezérlő listán alapuló jogosultságkezelés többféle háttér rendszerrel.
- Adatszűrés és -ellenőrzés a megnövelt alkalmazásbiztonságért.
- Munkamenetkezelés.
- Beállító összetevő a beállítások következetes kezeléséért a Zend Frameworkön és ZF alkalmazásokon belül.
- E-mailek összeállítása és küldése.
- A Lucene jegyzékállomány formátumot támogató jegyzékelés és keresés.
- Nemzetköziesítés és helyhezkötés.
- Űrlapok létrehozása PHP, konfigurációs állományok vagy XML segítségével.
- Identity 2.0 technológiák, mint a Microsoft InfoCard és az OpenID.
- Különböző formátumok a webszolgáltatások részére, beleértve az XML-RPC, a REST és a Google GData.
- Rugalmas gyorstárazó alrendszer különféle hátterek támogatásával, mint memória vagy állományrendszer.
- A log4j által ihletett, egyszerű naplózó összetevő.
- Sima PHP összetevő PDF dokumentumok olvasására, szerkesztésére és létrehozására.
- PHP adatszerkezetek sorosítása JSON-ból és JSON-ná az AJAX fejlesztés megkönnyítésére.
- API RSS és Atom folyamok feldolgozására.
- Azonnal használható ügyfélkönyvtárak mindenféle webszolgáltatáshoz, köztük az Amazon E-Commerce Service, az Akismet, a del.ici.us, a Flickr, a StrikeIron, a Yahoo, az Audiscrobbler és a Simpy.

## Kódolási, dokumentációs és próba szabályok
A Zend Frameworkhöz való hozzájárulások kemény kódolási, dokumentációs és próba szabályok tárgyát képezik. Minden kódnak meg kell felelnie a kódolási szabályoknak és az egységteszteknak 80%-os kódlefedettséget kell elérniük, mielőtt a szóban forgó kód a megjelenési ágba kerülhet.

## A Zend Frameworköt használó szervezetek
A Zend Frameworköt használó szervezetek között megtalálhatóak:
- Berlin Museums
- Digital Sublimity
- Eurotransplant
- GNU/Linux Matters a Poliglotahoz.
- IBM
- Marseille városának iskolai rendszere
- Nokia
- Right Media
- Magento

## Külső hivatkozások
- Hivatalos oldal
- A Zend Framework példája (ZfEx)
- Vietnami Zend Framework fórum Archiválva 2008. május 29-i dátummal a Wayback Machine-ben